# Altendorf (Sebnitz)
Altendorf ist ein Ortsteil der sächsischen Stadt Sebnitz im Landkreis Sächsische Schweiz-Osterzgebirge.

## Geographie
Altendorf liegt an der Staatsstraße S 154 zwischen Bad Schandau und Mittelndorf am Rand des Nationalparks Sächsische Schweiz. Mit dem Adamsberg verfügt Altendorf über einen der schönsten Aussichtspunkte in der Sächsischen Schweiz, der schon im 19. Jahrhundert von Kurgästen aus Schandau regelmäßig besucht wurde. Der Ort liegt auf der Lausitzer Verwerfung, der Grenzlinie zwischen dem Granit der Oberlausitz und dem Elbsandstein, und ist Station des Malerweges. Über die Dorfbachklamm führt dieser in das Tal der Kirnitzsch und weiter in die Hintere Sächsische Schweiz.
Die Gemarkung Altendorf grenzt im Norden und Nordosten an die Hohnsteiner Ortsteile Goßdorf und Ulbersdorf. Östlich benachbart liegt Mittelndorf, das ebenfalls zur Stadt Sebnitz gehört. Im Südosten grenzt der Bad Schandauer Ortsteil Ostrau an Altendorf an, im Süden ist die Kernstadt benachbart. Westlich von Altendorf liegt die Gemeinde Rathmannsdorf. Zu Altendorf gehört auch der Standort der früheren Buttermilchmühle.

## Geschichte
Der Ort wurde im 11./12. Jahrhundert als kurzes Quellreihendorf von Franken gegründet und ist im Jahr 1445 als Aldendorff oder Adendorff erstmals urkundlich erwähnt worden. Der Ort besaß ein Vorwerk und gehörte ab Mitte des 16. Jahrhunderts dem Amt Hohnstein an. Die Grundherrschaft wurde vom Rittergut Prossen (heute Ortsteil Bad Schandaus) ausgeübt. Durch die Sächsische Landgemeindeordnung von 1838 erhielt Altendorf den Status einer Landgemeinde und wurde selbstständig. Zwischen 1856 und 1875 war das Gerichtsamt Schandau mit für die Verwaltung des Ortes zuständig, diese Aufgaben übernahm ab 1875 die Amtshauptmannschaft Pirna.
Um Altendorf erstreckte sich 1900 eine 389 Hektar große Waldhufenflur. In dieser Zeit begann sich der Fremdenverkehr in Altendorf und Umgebung zu entwickeln. Von den 506 im Jahr 1925 in Altendorf lebenden Personen waren 494 evangelisch-lutherisch, sechs katholisch sowie weitere sechs konfessionslos. Altendorf war nach Lichtenhain gepfarrt und gehört heute zur dortigen Kirchgemeinde. Nach dem Zweiten Weltkrieg wurde Altendorf Teil der Sowjetischen Besatzungszone und später der DDR. In der folgenden Kreisreform 1952 wurde Altendorf als eigenständige Gemeinde dem Kreis Sebnitz im Bezirk Dresden zugeordnet. Die Eigenständigkeit des Ortes endete am 1. April 1974 mit der Eingemeindung nach Lichtenhain.
Nach Wende und Wiedervereinigung gehörte Altendorf zum Landkreis Sebnitz im Freistaat Sachsen. Im Jahr 1994 schlossen sich Lichtenhain, Ottendorf und Saupsdorf zur neuen Gemeinde Kirnitzschtal zusammen. Sie wurde Teil des in der Kreisreform 1994 gebildeten Landkreises Sächsische Schweiz, der wiederum 2008 in den Landkreis Sächsische Schweiz-Osterzgebirge überging. Am 1. Oktober 2012 wurde Kirnitzschtal in die Stadt Sebnitz eingegliedert.
Altendorf erreichte 2007 in dem bundesweiten Wettbewerb Unser Dorf hat Zukunft den zweiten Platz.

### Entwicklung der Einwohnerzahl
| Jahr | Einwohnerzahl                             |
| ---- | ----------------------------------------- |
| 1551 | 15 besessene Mann                         |
| 1764 | 16 besessene Mann, 12 Gärtner, 15 Häusler |
| 1834 | 296                                       |
| 1871 | 462                                       |
| 1890 | 446                                       |
| 1910 | 528                                       |

| Jahr | Einwohnerzahl |
| ---- | ------------- |
| 1925 | 506           |
| 1939 | 396           |
| 1946 | 460           |
| 1950 | 468           |
| 1964 | 415           |